# Bereczki Sándor
Bereczki Sándor (Debrecen, 1941. július 26. –) színházi ügyelő. 

## Életpályája
A  Debreceni Kis Színpadon ismerte meg a színpad varázsát. 1965-ben Halasi Imre szerződtette a Csokonai Színházba  ügyelőnek.
1970-ben Gyurkó László hívására az akkor alakuló Huszonötödik Színház tagja lett. 1978-ban a Déryné Színházzal való fúzió során, Népszínház néven, a Várszínház lett otthona, 1983-tól a Nemzeti Színház tagja, miután a Várszínház lett a Nemzeti Színház kamaraszínháza. 2000-től  a Pesti Magyar Színház főügyelője. 50 éves színházi munkája 2015-ben ért véget.
1972-től a Magyar Rádió munkatársa több mint 30 évig, hangjátékok készítésében volt a rendezők és színészek segítője.
Ügyelői munkája mellett díszlettervezéssel is megbízták:
- IV. Henrik. 1994, Várszínház. Rendező: Iglódi István
- Legyetek jók, ha tudtok. 2001, Székesfehérvár. Rendező: Szélyes Imre
- A kőszívű ember fiai. 2002, Székesfehérvár. Rendező: Kozák András
- Chioggiai csetepaté. 2012, Magyar Színház, vizsgaelőadás. Rendező: Iglódi István

## Díjai, elismerései
- Magyar Köztársasági Ezüst Érdemkereszt, 2005
- Magyar Arany Érdemkereszt, 2016